# 4 серпня
4 серпня — 216-й день року (217-й у високосні роки) в григоріанському календарі. До кінця року залишається 149 днів.

## Свята і пам'ятні дні

### Міжнародні
Спелеолога.

### Національні
- Буркіна-Фасо: День революції

### Релігійні

#### Християнство
Католицизм
- День святого Івана Віаннея

Православ'я
- Сімох отроків у Ефесі: Максиміліана, Ямвлиха, Мартиніана, Іоана, Діонісія, Єксакустодіана (Константина) та Антоніна.
- Преподобномучениці Євдокії.
- Мученика Єлевферія.

## Події
- 1408 — перша літописна згадка про місто Мена Чернігівської області.
- 1492 — розпочалася експедиція Христофора Колумба для пошуку найкоротшого морського шляху до Індії.
- 1578 — відбулася битва при Алкасер-Кібірі, в якій мароккансько-османські війська перемогли сили мароккансько-португальського союзу.
- 1687 — гетьманом Лівобережжя (лівобережної України) обрано Івана Мазепу.
- 1693 — французький чернець Дом Периньйон (Pierre «Dom» Pérignon) відкрив секрет приготування шампанського.
- 1777 — відставний драгун Філіп Естлі відкрив у Лондоні перший у світі цирк.
- 1783 — укладено Георгіївський трактат. Грузинське царство перейшло під протекторат Російської імперії.
- 1914 — створено Бойову управу українських січових стрільців — організаційно-координаційний центр легіону УСС.
- 1914 — у Львові створено Союз визволення України (СВУ) на чолі з Дмитром Донцовим.
- 1922 — під час похорону винахідника телефону Александера Белла в Північній Америці були вимкнені протягом хвилини 13 мільйонів апаратів.
- 1922 — в окупованому більшовиками Бухарському еміраті у бою з відділами ЧА загинув засновник руху младотурків Енвер-паша.
- 1926 — на площі Піккаділлі встановлені перші у Лондоні світлофори.
- 1934 — на «Криворіжсталі» запущена перша доменна піч.
- 1962 — ув'язнення лідера організації Африканський національний конгрес Нельсона Мандели, в тюрмі він провів 28 років.
- 1995 — у Хорватії почалася операція «Буря» проти сербських сепаратистів, що тривала до 7 серпня.
- 2020 — вибухи в порту Бейрута.

## Народились
Дивись також Категорія:Народились 4 серпня
- 1755 — Ніколя Жак Конте, французький художник, аеронавт, винахідник сучасного олівця.
- 1757 — Володимир Боровиковський, український іконописець, художник-портретист (†1825).
- 1792 — Персі Біші Шеллі, англійський поет епохи романтизму.
- 1806 — Вільям Ровен Гамільтон, ірландський математик (†1865).
- 1834 — Джон Венн, англійський логік і філософ, відомий тим, що запровадив Діаграму Венна.
- 1840 — Ріхард фон Крафт-Ебінґ, австрійський психолог, що став автором терміна «мазохізм».
- 1854 — Марія Заньковецька, українська акторка театру та кіно (†1934).
- 1859 — Кнут Гамсун, норвезький письменник, Нобелівський лауреат (†1952).
- 1878 — Антін Крушельницький, письменник, громадсько-політичний діяч, педагог (†1937).
- 1900 — Єлизавета Боуз-Лайон, королева-консорт Сполученого Королівства, мати королеви Єлизавети II, дружина короля Георга VI.
- 1901 — Луї Армстронг, американський джазовий музикант і співак († 1971).
- 1912 — Рауль Валленберг, шведський дипломат, праведник народів світу (дата смерті невідома).
- 1927 — Джон Маккарті, американський інформатик та дослідник мислення, автор терміна «Штучний інтелект», творець мови LISP.
- 1929 — Ясір Арафат, голова Організації визволення Палестини (†2004).
- 1961 — Барак Обама, 44-й  Президент США.

## Померли

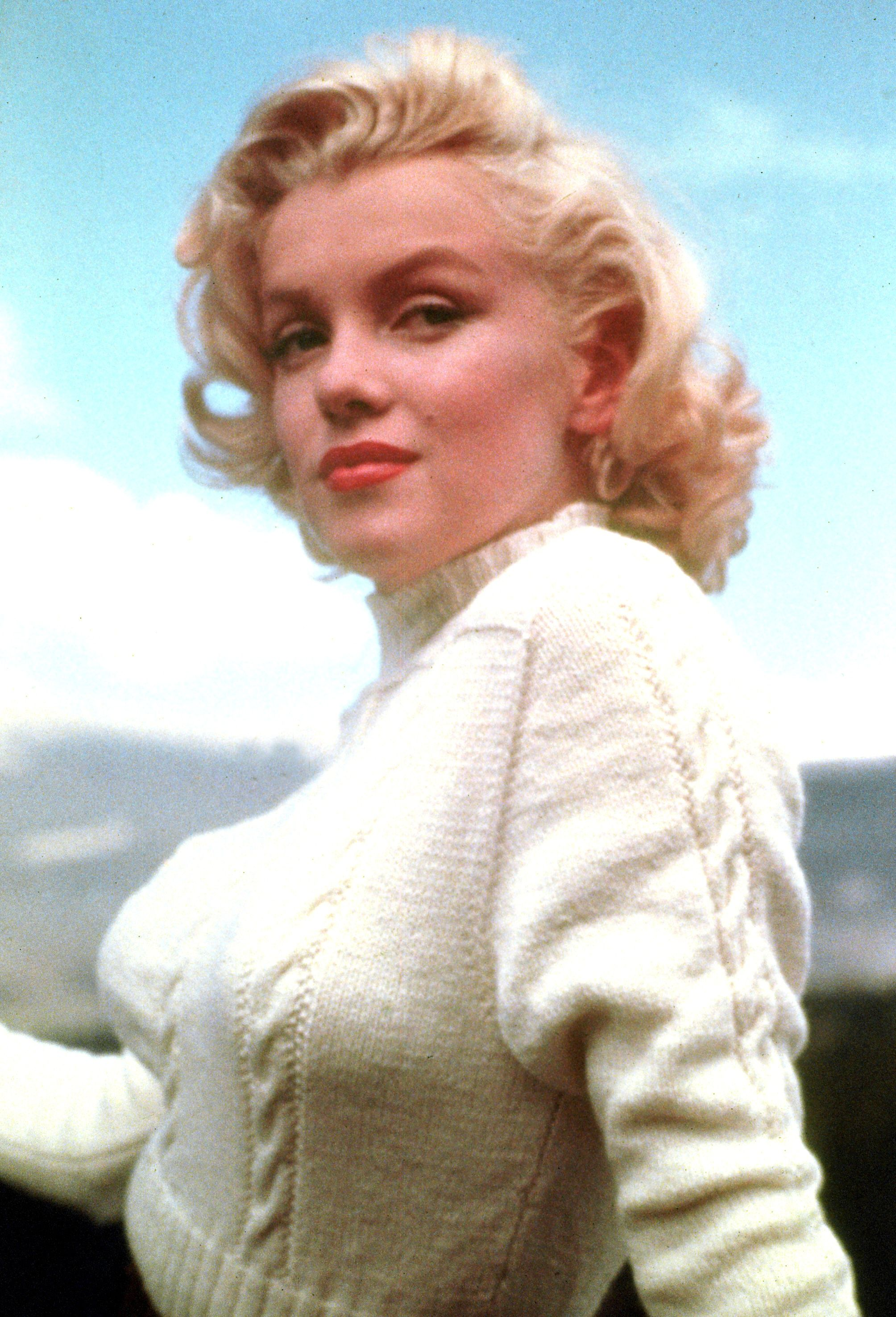
Мерилін Монро

Дивись також Категорія:Померли 4 серпня
- 1060 — Генріх I, король франків.
- 1384 — Любарт Гедимінович, литовсько-Руський князь.
- 1306 — Вацлав III, король угорський і богемський.
- 1525 — Андреа делла Роббіа, флорентійський скульптор.
- 1578 — Себаштіан, король Португалії.
- 1578 — Абд аль-Малік I, султан Марокко.
- 1578 — Мухаммад аль-Мутаваккіль, султан Марокко.
- 1857 — Ежен Сю, французький письменник.
- 1875 — Ганс Крістіан Андерсен, данський казкар.
- 1940 — Володимир Жаботинський, лідер сіоністського руху; співзасновник держави Ізраїль.
- 1955 — Іван Вовчук, командир сотень УПА «Леви II» і «Леви III».
- 1962 — Мерилін Монро, американська кіноакторка, модель, співачка, кінорежисерка та автобіографістка.
- 1978 — Тінслі Гаррісон, американський лікар.
- 1983 — Юрій Левітан, радянський диктор.
- 1994 — Євген Пономаренко, український актор театру і кіно, народний артист СРСР.
- 2000 — Галина Зубченко, українська художниця.
- 2014 — Олена Скоропадська, дочка Павла Скоропадського.